# کانزاس‌سیتی رویالز

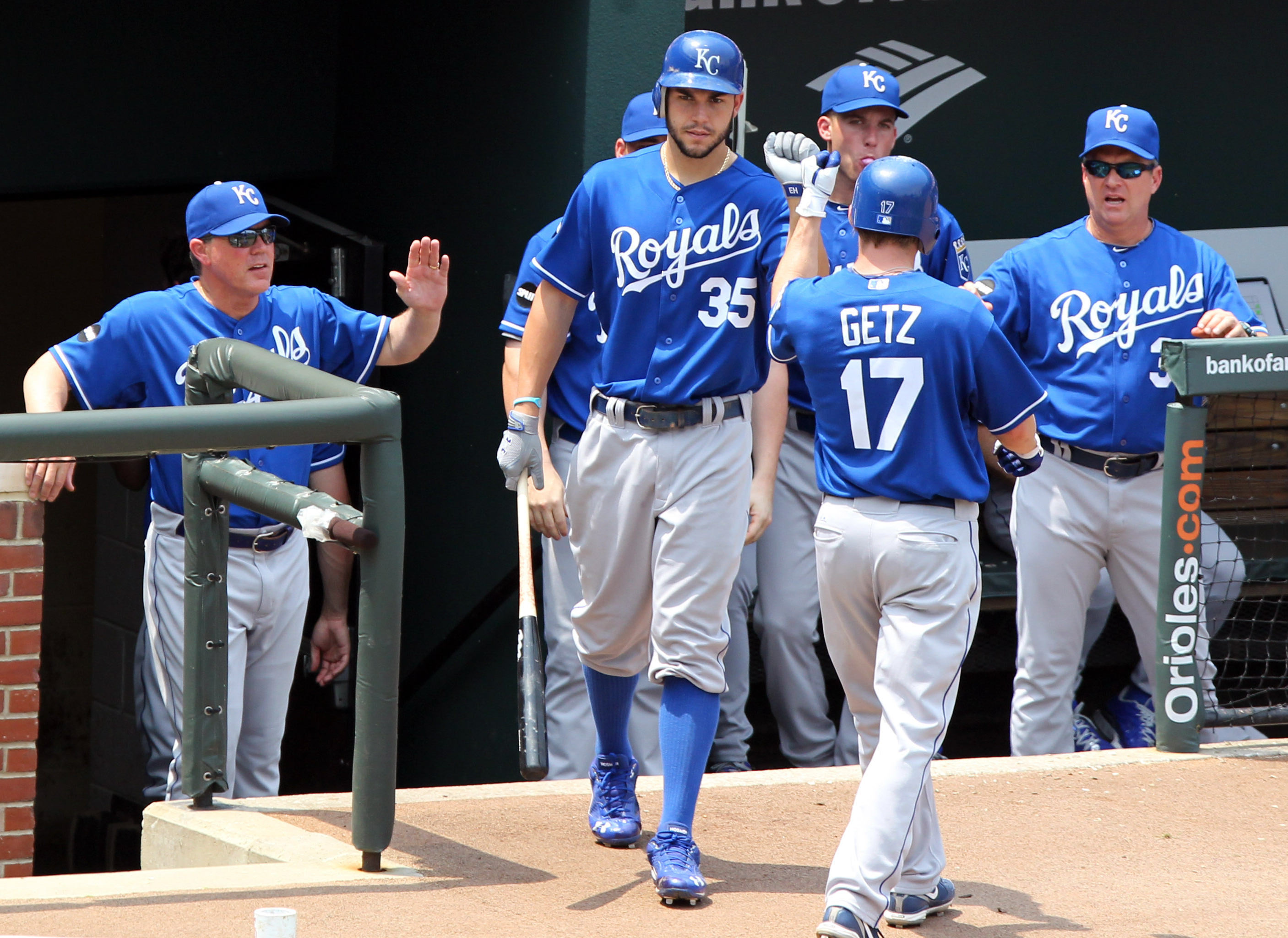

کانزاس‌سیتی رویالز (در انگلیسی:Kansas City Royals) نام یک تیم حاضر در لیگ برتر بیسبال آمریکا و در کانزاس سیتی است. خانه این تیم ورزشگاه کافمن در میزوری است.
این تیم در سال ۱۹۸۵ قهرمان لیگ گردید.

## وب‌گاه رسمی
- پیوند به بیرون